# Laselva
Laselva is een geslacht van kevers uit de familie bladkevers (Chrysomelidae).
De wetenschappelijke naam van het geslacht werd in 2007 gepubliceerd door Furth.

## Soorten
- Laselva triplehorni Furth, 2007